# Romy Schneider

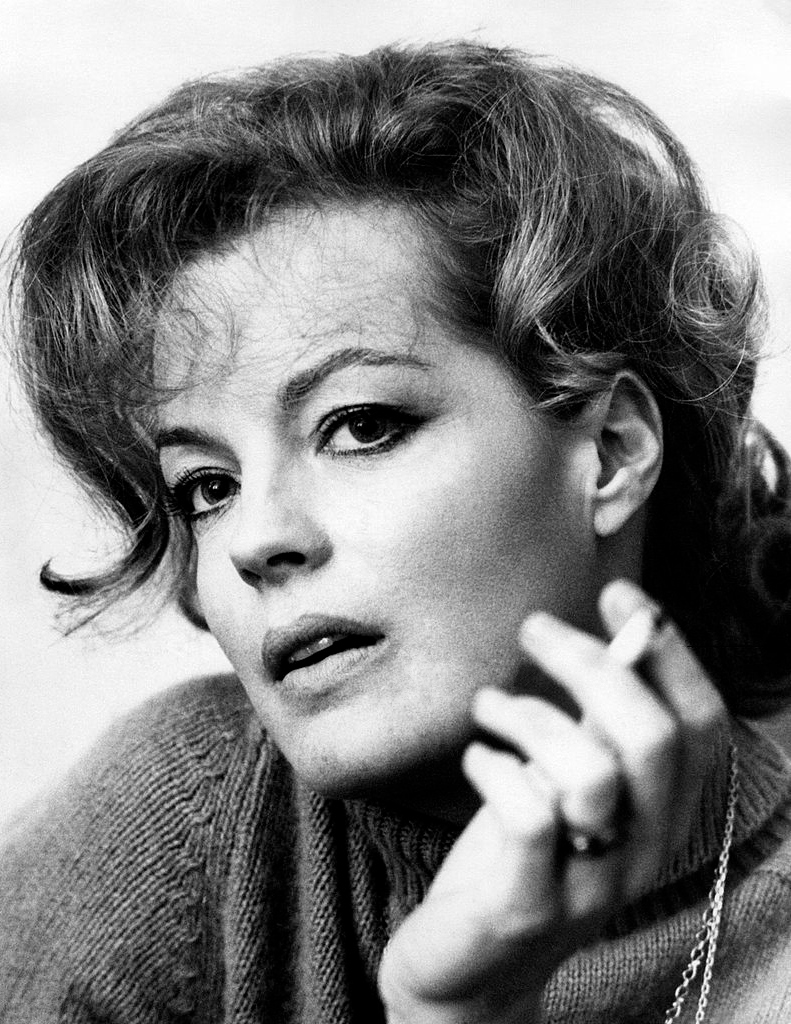
Schneider in 1973

Romy Schneider, pseudoniem van Rosemarie Magdalena Albach, (Wenen, 23 september 1938 – Parijs, 29 mei 1982) was een Duitse actrice, die doorbrak met de vertolking van de rol van Elisabeth van Oostenrijk in Ernst Marischka's filmcyclus Sissi.

## Levensloop
Ze was de dochter van Magda Schneider en Wolf Albach-Retty, die beiden ook acteur waren. Omdat haar moeder Duitse was en Wenen tijdens haar geboorte bij Duitsland hoorde, kreeg Romy de Duitse nationaliteit. Haar grootmoeder Rosa Albach-Retty was eveneens een bekende Oostenrijkse actrice.
De Sissi-films (1955-1958) maakten Schneider wereldwijd dermate beroemd, dat ze daarna nooit meer van het suikerzoete imago van die rol afkwam. Met beide handen nam ze dan ook het aanbod aan om te acteren in de nogal zwaarmoedige film Christine. Tijdens de opnamen in 1958 kreeg ze een relatie met haar medeacteur, de Fransman Alain Delon en trok met hem naar Parijs. Ze werkte daar o.a. met Luchino Visconti en Orson Welles. Hoewel ze door het publiek nog steeds als Sissi gezien werd, betekende deze carrièrewending wel de ontsnapping aan haar imago. Via Frankrijk kwam ze in 1963 in Hollywood, waar ze met Jack Lemmon in Good Neighbor Sam speelde, haar eerste Amerikaanse film. Deze film werd een groot succes. Het is een van de weinige filmkomedies waarin ze een hoofdrol heeft gespeeld. Intussen eindigde in 1964 haar relatie met Delon. In 1965 speelde ze met Woody Allen in What's New, Pussycat.

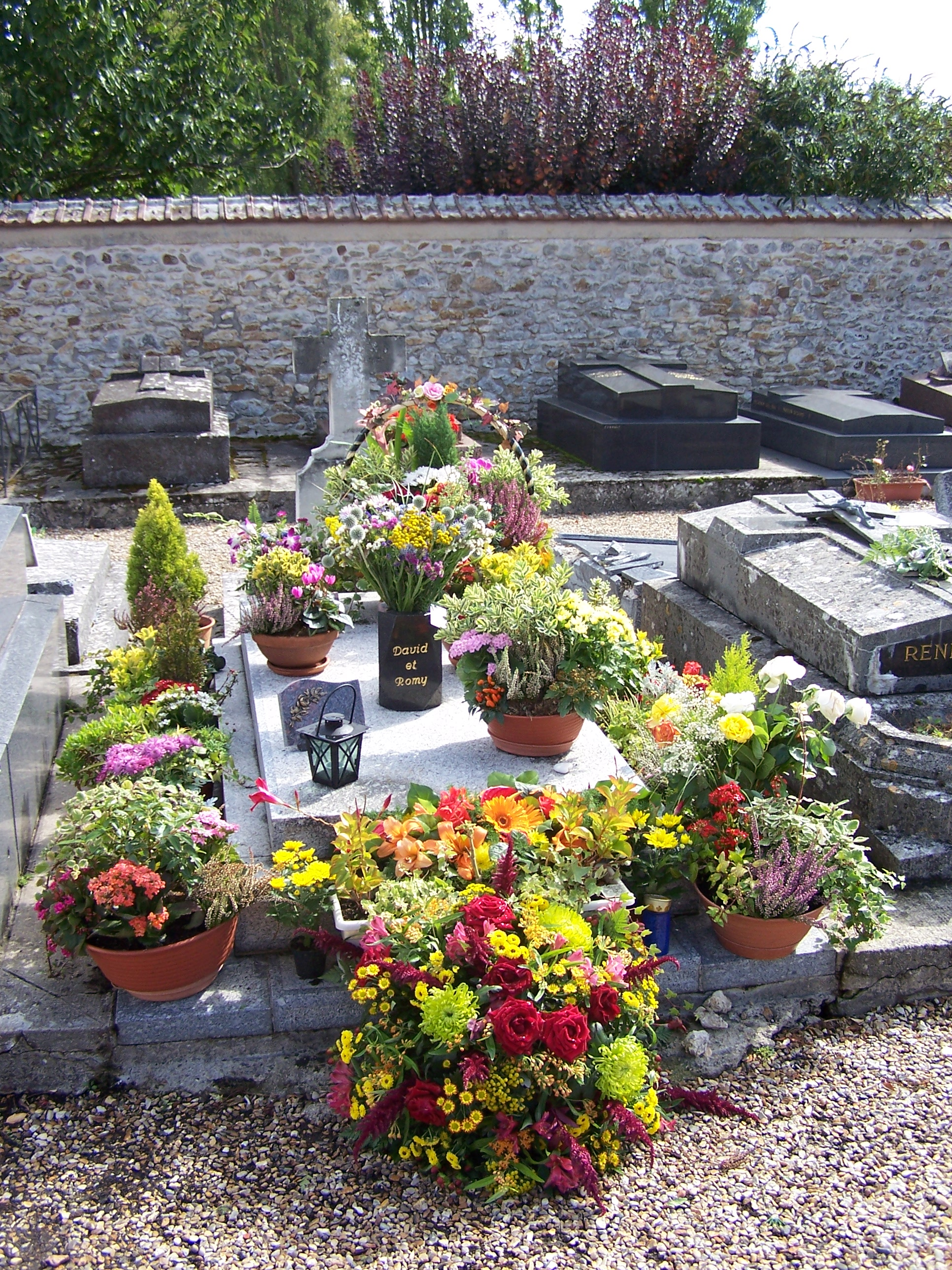
Graf van Romy Schneider en haar zoon David in Boissy-sans-Avoir (Yvelines, Frankrijk)

Later speelde ze nog met Alain Delon in zowel de broeierige misdaadfilm La Piscine (1969, met ook Jane Birkin), als in het historisch drama The Assassination of Trotsky (1971, met ook Richard Burton). Vanaf La Piscine werd ze een van de topactrices van Frankrijk. In 1972 speelde Schneider nog één keer de rol van Elizabeth van Oostenrijk, nu in de film Ludwig van Visconti over de neef van Elisabeth, Ludwig II, koning van Beieren.
In 1966 trouwde ze met Harry Meyen. In datzelfde jaar werd hun zoon David geboren. Haar huwelijk met Meyen liep in 1975 op de klippen. Op de dag na de echtscheiding trouwde ze met haar privésecretaris Daniel Biasini. In de zomer van 1977 werd dochter Sarah Magdalena geboren.
In 1976 behaalde ze de allereerste César voor beste actrice voor haar aangrijpende vertolking van een mislukte actrice in het drama L'important c'est d'aimer (1975) van de Poolse cultregisseur Andrzej Żuławski. Ze schitterde onder meer ook in vijf films van Claude Sautet. Haar favoriete tegenspeler in die periode was Michel Piccoli. Met hem speelde ze onder meer in het echtelijk drama La Voleuse (1966), het tragisch drama Les Choses de la vie (1969), de misdaadfilm Max et les ferrailleurs (1971), de zwarte komedie Le trio infernal (1974) en het oorlogsdrama La passante du Sans-Souci (1982), haar laatste speelfilm.
In 1981 kwam er rampspoed in haar leven. Na de scheiding van Biasini volgde het dodelijk ongeluk van haar zoon David: hij werd op 5 juli gespietst op een hek, toen hij viel tijdens een klimpartij bij het huis van de ouders van Biasini.
Niet lang na de première van La passante du Sans-Souci (op 14 april 1982 in Frankrijk), werd ze dood in haar woning in Parijs aangetroffen. Een overdosis slaappillen zou de oorzaak zijn geweest, maar later werd dat ontkracht en was de doodsoorzaak een hartaanval. Ze werd begraven op de begraafplaats van Boissy-sans-Avoir. Haar zoon David rust in hetzelfde graf.

## Filmografie
- 1953 · Wenn der weiße Flieder blüht (Hans Deppe)
- 1953 · Feuerwerk (Kurt Hoffmann) (met o.a. de schlager "Oh, Mein Papa").
- 1954 · Mädchenjahre einer Königin (Ernst Marischka)
- 1955 · Die Deutschmeister (Ernst Marischka)
- 1955 · Der letzte Mann (Harald Braun)
- 1955 · Sissi (Ernst Marischka)
- 1956 · Sissi - Die junge Kaiserin (Ernst Marischka)
- 1956 · Kitty und die große Welt (Alfred Weidenmann)
- 1956 · Robinson soll nicht sterben (Josef von Báky)
- 1957 · Monpti (Helmut Käutner)
- 1957 · Sissi - Schicksalsjahre einer Kaiserin (Ernst Marischka)
- 1958 · Mädchen in Uniform (Géza von Radványi)
- 1958 · Christine (Pierre Gaspard-Huit)
- 1958 · Die Halbzarte (Rolf Thiele)
- 1958 · Scampolo (Alfred Weidenmann)
- 1959 · Ein Engel auf Erden (Géza von Radványi)
- 1959 · Die schöne Lügnerin (Axel von Ambesser)
- 1959 · Katia (Robert Siodmak)
- 1959 · Plein soleil (René Clément)
- 1960 · Die Sendung der Lysistrata (televisiefilm)
- 1961 · Boccaccio '70 (sketchfilm, episode 3 Het Werk van Luchino Visconti)
- 1961 · Le combat dans l'île (Alain Cavalier)
- 1962 · The Victors (Carl Foreman)
- 1962 · Le Procès (Orson Welles)
- 1962 · Forever My Love (Ernst Marischka)
- 1963 · The Cardinal (Otto Preminger)
- 1964 · Good Neighbor Sam (David Swift)
- 1964 · L'enfer (Henri-Georges Clouzot) (onvoltooid)
- 1965 · What's new, Pussycat? (Clive Donner)
- 1966 · 10:30 P.M. in Summer (Jules Dassin)
- 1966 · La voleuse (Jean Chapot)
- 1966 · Triple Cross (Terence Young)
- 1969 · Otley (Dick Clement)
- 1969 · My Lover, My son (John Newland)
- 1969 · La Piscine (Jacques Deray)
- 1970 · La Califfa (Alberto Bevilacqua)
- 1970 · Les Choses de la vie (Claude Sautet)
- 1970 · Qui? (Léonard Keigel)
- 1970 · Bloomfield (Richard Harris)
- 1971 · Max et les ferrailleurs (Claude Sautet)
- 1971 · The Assassination of Trotsky (Joseph Losey)
- 1972 · Ludwig (Luchino Visconti)
- 1972 · César et Rosalie (Claude Sautet)
- 1973 · Le Train (Pierre Granier-Deferre)
- 1973 · Un amour de pluie (Jean-Claude Brialy)
- 1973 · Le Mouton enragé (Michel Deville)
- 1974 · Le Trio Infernal (Francis Girod)
- 1974 · L'important c'est d'aimer (Andrzej Żuławski)
- 1974 · Les Innocents aux mains sales (Claude Chabrol)
- 1975 · Le Vieux Fusil (Robert Enrico)
- 1976 · Une femme à sa fenêtre (Pierre Granier-Deferre)
- 1976 · Mado (Claude Sautet)
- 1977 · Gruppenbild mit Dame (Aleksandar Petrovic)
- 1978 · Une histoire simple (Claude Sautet)
- 1979 · Bloodline (Terence Young)
- 1979 · Clair de femme (Costa-Gavras)
- 1980 · La Mort en direct (Bertrand Tavernier)
- 1980 · Fantasma d'amore (Dino Risi)
- 1980 · La Banquière (Francis Girod)
- 1981 · Garde à vue (Claude Miller)
- 1982 · La passante du Sans-Souci (Jacques Rouffio)

### Televisieoptredens
- 1955: Zu Gast bei Margot Hielscher (talkshow)
- 1958: The Ed Sullivan Show (televisieshow)
- 1959: Aktuelle Schaubude (televisieshow)
- 1961: Die Sendung der Lysistrata (televisiefilm)
- 1963: The Merv Griffin Show (televisieshow)
- 1967: Romy – Portrait eines Gesichts (documentaire televisiefilm)
- 1968: Stars in der Manege (televisieshow)
- 1969: Stars in der Manege (televisieshow)
- 1969: The Tonight Show (Late-Night-show)
- 1969: The Dean Martin Comedy Hour (televisieshow)
- 1969: Rowan & Martin’s Laugh-In (televisieshow)
- 1970: The Bob Hope Christmas Special (televisieshow)
- 1971: The Dick Cavett Show (talkshow)
- 1971: Der Star-Gast: Romy Schneider (Henno Lohmeyer en Georg Stefan Troller in gesprek met Romy Schneider en Harry Meyen)
- 1971: V.I.P.-Schaukel (televisiereeks)
- 1974: Je später der Abend (talkshow)
- 1977: Tausend Lieder ohne Ton (televisiefilm, niet vermeld in de aftiteling)
- 1979: Der Große Preis (quizshow)
- 1982: Champs-Élysées (televisieshow)

## Prijzen en nominaties

### Prijzen

#### César voor beste actrice
- 1976 · L'important c'est d'aimer
- 1979 · Une histoire simple

#### Bambi
- 1956 · Sissi - Die junge Kaiserin
- 1957 · Sissi - Schicksalsjahre einer Kaiserin

### Nominaties

#### César voor beste actrice
- 1977 · Une femme à sa fenêtre
- 1980 · Clair de femme
- 1983 · La passante du Sans-Souci

## Theater
- 1961 ·  'Tis a Pity She's a Whore (John Ford, 1626)
- 1962 · De meeuw (Anton Tsjechov, 1896)

## Nasynchronisatie
Romy Schneider nasynchroniseerde haar in het Frans opgenomen films bijna uitsluitend zelf in het Duits en Engels. Door haar plotselinge overlijden was ze niet meer in staat om The Stroller of Sans-Souci in te spreken. Eva Manhardt, die Romy Schneider al had nagesynchroniseerd in The Old Gun, leende haar daarom haar stem voor de Duitse versie van de film.

## Discografie (oorspronkelijke publicaties)
Liederen:
- 1955: Wenn die Vöglein musizieren (uit de film Die Deutschmeister), B-kant: Der erste Liebesbrief (uit de sessies voor deze film); Label: Electrola, Kat.-Nr. EG 8180
- 1958: Cuando los pajaritos cantan (1e song van de A-kant, Spaanse versie van Wenn die Vöglein musizieren), La primera carta de amor (2e song van de A-kant, Spaanse versie van Der erste Liebesbrief); Label: La Voz De Su Amo, Kat.-Nr. 7 EPL 13.100
- 1959: Merci Monpti (uit de film Monpti), B-kant: Ja, man verliebt sich (uit de film Die schöne Lügnerin); Label: Ariola, Kat.-Nr. 35 484
- 1970: La Chanson d’Hélène met Michel Piccoli (uit de film Die Dinge des Lebens); Label: Philips, Kat.-Nr. 6311 021

Hoorspelen:
- 1957: Peter und der Wolf (verteller); Label: Columbia/Deutscher Schallplattenclub, Kat.-Nr. D 001

## Tentoonstelling
- Tot en met juni 2023 loopt in Cinéma Palace te Brussel de EXPO Romy Schneider. Naast foto's en filmbeelden vallen er o.a. ook prijzen, jurken en persoonlijke notities van de actrice te bewonderen. Tijdens die periode worden eveneens enkele van haar belangrijkste films geprojecteerd.
- In 2012 organiseerde de Kunst- und Ausstellungshalle der Bundesrepublik Deutschland in Bonn een tentoonstelling over leven en werk van de actrice.
- In het kleine station van Schönau am Königsee in Zuid-Duitsland is een kleine permanente tentoonstelling. Niet ver daarvandaan staat het ouderlijk huis waar ze opgroeide, met op korte afstand daarvan een kapelletje waar ze speelde.

## Documentatie
- Conversation avec Romy Schneider (Conversatie met Romy Schneider), 2017 - documentaire van het interview van Alice Schwarzer met Romy Schneider.
- Carolyn Mcgivern: The Romy Schneider Story, 2013
- Günter Krenn: Romy Schneider: Die Biographie, 2012
- Hans-Jürgen Tast: Romy Schneider - Ein Leben auf Titelseiten Schellerten 2008, ISBN 978-3-88842-036-8.
- Adrian Stahlecker: Romy Schneider: Een Leven Vol Triomfen en Tragedies; 2006, ISBN 978-9-05911-165-3.
- Alice Schwarzer: Romy Schneider – Mythos und Leben., Kiepenheuer & Witsch, Köln 1998, ISBN 3-462-02740-9.
- NPO 2 - Close Up-documentaire De Ware Romy, 2018 - 2019